# جيسيكا لابين

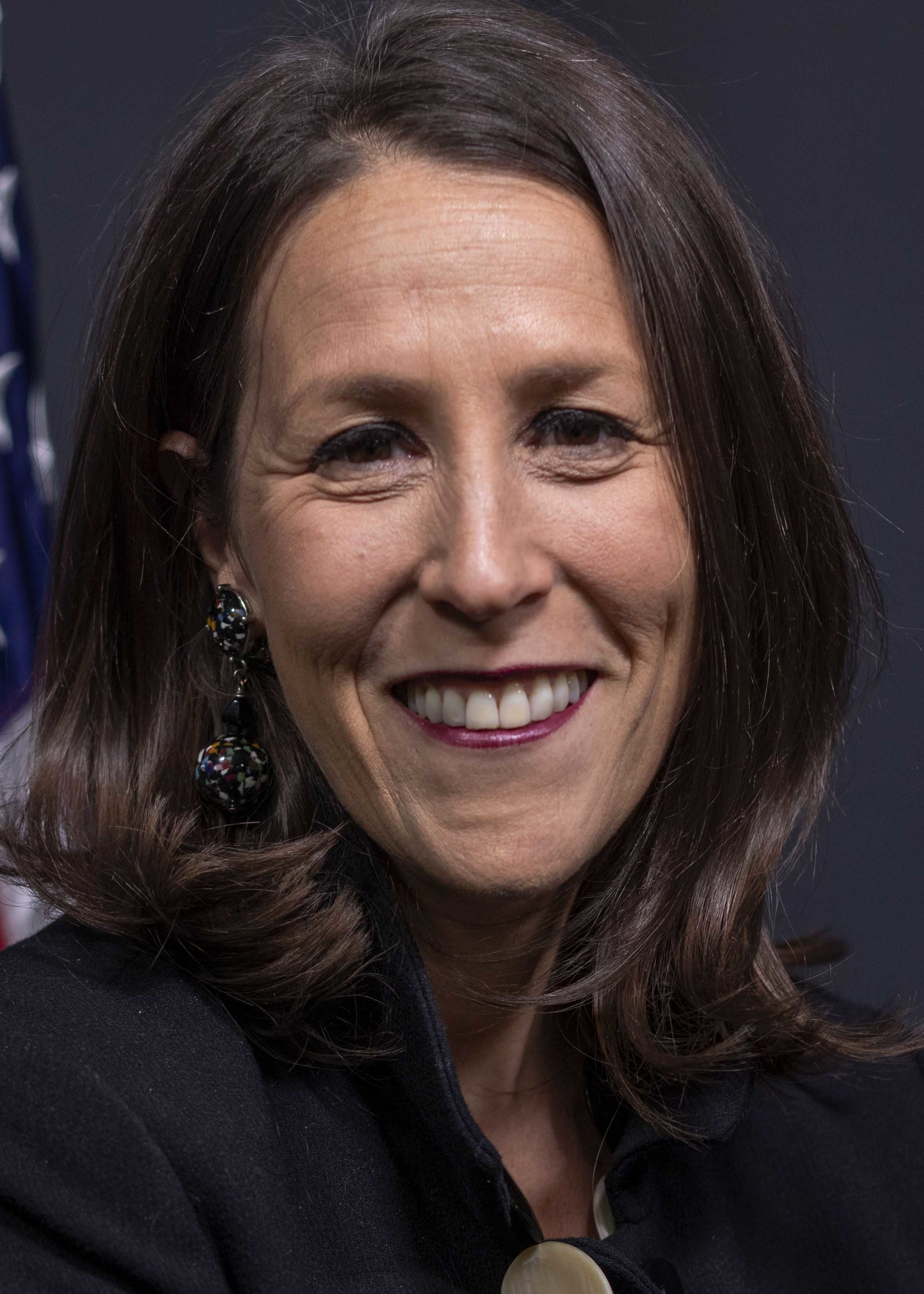

جيسيكا «جيسي» لابين هي عضو أمريكي في السلك الدبلوماسي الأقدم ، وتحمل درجة وزير - مستشار ،والتي أدت اليمين كسفيرة للولايات المتحدة لدى الاتحاد الأفريقي والممثل الدائم للولايات المتحدة لدى اللجنة الاقتصادية للأمم المتحدة إفريقيا في 27 أغسطس 2019. قبل ذلك مباشرة ، شغلت لابين منصب القائم بالأعمال في البعثة الأمريكية في جنوب إفريقيا من عام 2016 إلى عام 2019.
ولدت لابين ونشأت في مدينة نيويورك ، وحصلت على درجة البكالوريوس في دراسات المرأة من كلية هارفارد ودرجة الماجستير في التنمية الدولية من جامعة كامبريدج.